# Prioress Island
Prioress Island ist eine schmale Insel im Wilhelm-Archipel vor der Westküste des Grahamlands auf der Antarktischen Halbinsel. In der Gruppe der Wauwermans-Inseln liegt sie 0,8 km östlich von Host Island.
Die Insel ist erstmals, jedoch noch unbenannt, auf einer argentinischen Landkarte aus dem Jahr 1954 verzeichnet. Das UK Antarctic Place-Names Committee benannte sie 1958 nach einer Figur aus den um das Jahr 1387 verfassten Canterbury Tales des englischen Schriftstellers Geoffrey Chaucer.